# Банджар (Индонезия)
Вижте пояснителната страница за други значения на Банджар.
Банджар (на индонезийски: Kota Banjar) е град в Индонезия, в провинция Западна Ява. Населението на града през 2010 година е 175 157 души